# Halicephalobus mephisto
Espèce
Halicephalobus mephisto est une espèce de nématodes de la famille des Rhabditidae découverte par le microbiologiste américain Tullis Onstott de l'université de Princeton et confirmée par Gaetan Borgonie de l’université de Gand en Belgique en 2011. Surnommé « ver du diable » en raison de sa qualité extrêmophile, ce ver a été nommé en référence à Méphistophélès.

## Découverte
Sa présence a été détectée au début du XXIe siècle dans de l'eau de puits de la mine d'or de Beatrix en Afrique du Sud. C'est un record de profondeur d'habitat, devant Plectus aquatilis, premier organisme multicellulaire à être découvert par 1,3 km de profondeur.

## Description et habitat
Halicephalobus mephisto est un organisme extrêmophile mesurant quelques centaines de micromètres (520  à   560 μm) et se reproduisant de manière asexuée, qui se nourrit de bactéries (orgnanisme dit bactérivore).
Son habitat se situerait dans les roches entre 0,9 et 3,6 km de profondeur par des températures de 35 °C jusqu'à 48 °C, un milieu ayant une faible teneur en oxygène,. En effet l'eau dans laquelle vit H. mephisto est radio-datée de -3 000 à –12,000 ans et le niveau oxygénique atteindrait moins de 1 % de la teneur de la plupart des océans libres.
On suppose qu'il s'agit d'une adaptation d'organismes entraînés par des eaux de ruissellement depuis la surface jusque dans les anfractuosités rocheuses profondes. Ce nématode utilise l’hydrogène de l’eau qui s’infiltre dans la croûte continentale pour convertir le dioxyde de carbone en matière organique, à l'instar des organismes à proximité des monts hydrothermaux.

## Phylogénétique
Relativement à certains éléments morphologiques et génétiques, on distingue des espèces cousines comme H. gingivalis, bien que H. mephisto serait génétiquement plus proche d'autres espèces encore non nommées. H. mephisto se démarquerait notamment par une « queue » mesurant entre 110 et 130 μm.